# GNU Scientific Library
GNU Scientific Library (zkráceně GSL) je knihovna pro aplikovanou matematiku, zejména
numerickou matematiku. Sama je napsána v jazyce C, ale je k ní také napsána řada rozhraní pro jiné jazyky. Jedná se o svobodný software pod licencí GNU GPL, který je přímo součástí projektu GNU.
Vývoj GSL začali v roce 1996 dva fyzikové z americké Národní laboratoře Los Alamos, Mark Galassi a James Theiler. Jejich cílem bylo napsat náhradu za zastarávající knihovny pro Fortran, například za Netlib.

## Příklad
Následující příklad spočítá hodnotu Besselovy funkce pro argument 5:
```
#include
 
<stdio.h>

#include
 
<gsl/gsl_sf_bessel.h>

int
 
main
(
void
)

{

  
double
 
x
 
=
 
5.0
;

  
double
 
y
 
=
 
gsl_sf_bessel_J0
(
x
);

  
printf
(
"J0(%g) = %.18e
\n
"
,
 
x
,
 
y
);

  
return
 
0
;

}

```

## Podporované programovací jazyky
Kromě jazyka C má knihovna rozhraní pro následující programovací jazyky:
- AMPL
- C++
- OCaml
- GNU Octave
- Perl Data Language
- Python
- Ruby